# Trzeci Zakon Regularny
Trzeci Zakon Regularny św. Franciszka (łac. Tertius Ordo Regularis Sancti Francisci, skrót TOR) − katolicki instytut życia konsekrowanego wywodzący się założonego w 1221 Franciszkańskiego Zakonu Świeckich, którego część w 1447 została kanonicznie zatwierdzona jako zakon żebrzący.

## Historia
Obok założonych przez siebie Zakonu Braci Mniejszych i Zakonu Ubogich Pań św. Franciszek z Asyżu podyktował również normy dla tych wiernych świeckich, którzy pragnęli uczestniczyć w duchowych dobrach Zakonu. W ten sposób powstała wspólnota Trzeciego Zakonu św. Franciszka, nazywana również w źródłach franciszkańskich Zakonem pokutników. Franciszek napisał w 1215 specjalny List do wiernych.
Regułę zatwierdził papież Mikołaj IV bullą Supra Montem z 28 sierpnia 1289. Z pokutników, którzy w XIII w. spontanicznie tworzyli wspólnoty tercjarskie, osób pragnących z większym zaangażowaniem wcielać w  życie rady ewangeliczne, wyłoniły się stopniowo w ciągu wieków: Franciszkański Zakon Świeckich, nazywany również Trzecim Zakonem Św. Franciszka oraz Trzeci Zakon Regularny.
Bullą Cupientes cultum z 11 lipca 1295 papież Bonifacy VIII zaaprobował styl życia wspólnego i działalność duszpasterską tercjarzy z Trzeciego Zakonu Regularnego. Pozwolił na posiadanie własnych miejsc kultu. Przywileje zostały powtórnie potwierdzone przez Jana XXII w bulli Altissimo in divinis z 18 listopada 1323. Aprobata federacji wspólnot tercjarskich na terenie Italii, posiadających prawa oddzielnego zakonu w łonie rodziny franciszkańskiej, nastąpiła wraz z wydaniem bulli Pastoralis officii Mikołaja V 20 lipca 1447. Od tego momentu tercjarze  Trzeciego Zakonu Regularnego posiadali własnego ministra generalnego.
Z okazji 700-lecia Trzeciego Zakonu Regularnego św. Franciszka 6 stycznia 1921 papież Benedykt XV wydał encyklikę Sacra Propediem.

## Czasy współczesne
Dzisiaj franciszkanie Trzeciego Zakonu Regularnego pracują we Włoszech, Chorwacji, Hiszpanii, Niemczech, Stanach Zjednoczonych, Indiach, Południowej Afryce, Sri Lance, Brazylii, Paragwaju, Meksyku, Peru, Szwecji, Bangladeszu i na Filipinach. Są duszpasterzami parafialnymi, prowadzą dzieła pomocy ubogim, edukują dzieci i młodzież, uczą katechizmu, posiadają domy wydawnicze. Zakon posiada siedem prowincji, cztery komisariaty i trzy delegatury. Siedzibą kurii generalnej jest klasztor w pobliżu Bazyliki świętych Kosmy i Damiana w Rzymie.
Patronami zakonu są: św. Elżbieta z Turyngii i św. Ludwik IX. W 2009 zakon liczył 166 konwentów, 886 braci, w tym 571 kapłanów. Do roku 2013 generałem zakonu był o. Michael J. Higgins  z Prowincji Najświętszego Serca Pana Jezusa w Stanach Zjednoczonych.
W roku 2013, podczas 111 kapituły generalnej zakonu, generałem został wybrany Nicholas Polichnowski, zakonnik z tej samej prowincji Najświętszego Serca Pana Jezusa  (U.S.A.). Obecnie jest nim Amando Trujillo Cano[5].